# Huguo Jingyuan
Huguo Jingyuan (chiń. 護國景元 pinyin Hùguó Jǐngyuán; kor. 호국경원 Hoguk Hyŏngwŏn; jap. Gokoku Keigen; wiet. Hộ Quốc Cảnh Nguyên; ur. 1094, zm. 1146) – mistrz chan okresu dynastii Song z frakcji yangqi szkoły linji

## Życiorys
Pochodził z Yongjia. Mnichem został w młodym wieku. Jego pierwszym nauczycielem był Xigong z góry Ling. Po przyjęciu wskazań przez 3 lata studiował doktrynę tiantai, ale porzucił ją po zostaniu uczniem mistrza chan Yuanwu Keqina. Jingyuan usłyszał mnicha czytającego nauki mistrza chan Sixina, który powiedział: „Ponieważ oświecenie jest urzeczywistnione w złudzeniu, w oświeceniu ktoś rozpoznaje to złudzenie w oświeceniu i oświecenie w złudzeniu. Gdy zarówno oświecenie, jak i złudzenie są zapomniane, to wtedy ktoś może ustanowić wszystkie dharmy z tego miejsca, które jest bez oświecenia i złudy”. Gdy Jingyuan usłyszał to, natychmiast doświadczył zwątpienia. Jednak później, gdy spieszył się do sali Buddy, w chwili, gdy otworzył drzwi doświadczył wielkiego oświecenia. Został służącym mistrza Keqina.
Pewnego dnia mistrz Jingyuan wszedł do sali i powiedział uczniom:
„Gdy stary Siakjamuni urodził się, było to naprawdę śmieszne. Jedną ręką wskazał w niebo, a drugą wskazał na ziemię, a potem powiedział 'Ja sam jestem jedynym czczonym’. Później wielki nauczyciel Yunmen powiedział: 'Gdybym tam wtedy był i zobaczył to, to dla pokoju w świecie pobiłbym go na śmierć i nakarmił nim psy’. Są ludzie, którzy tego nie rozumieją. Jednak jeśli czcimy naszych przodków, to wtedy czcimy także Yunmena, nieprawdaż? Więc za co czcimy Yunmena? Nie za tę część o zabijaniu, prawda? Czy nie jesteśmy zadowoleni, że tego nie zrobił?
Dzisiaj, podejmując opactwo tu w Nanming, muszę być wyrozumiały. Jeśli nie jestem wyrozumiały, to wtedy wszyscy ludzie na całej ziemi będą musieli błagać o swoje życie. Jeśli ta wielka sprawa przed nami nie może być uchwycona, pójdę z wami do sali Buddy i wszyscy po kolei będziemy go bić. Dlaczego? Ponieważ jeśli nie słyszycie prawdziwej Drogi, to wtedy działanie przeciwko regułom nie jest przekroczeniem”.
Pewnego dnia mistrz poczuł się chory. Zaprosił mistrza chan Yinga Anhua, aby przyszedł z klasztoru Zachodniego Gmachu i przejął funkcję głównego mnicha. Poinstruował go o sprawach klasztoru, jakby wszystko było normalne. Następnie złożył swoje dłonie w pięści i zmarł. Po kremacji okazało się, że ogień nie strawił jego zębów, języka i prawej pięści. Jego stupa została wybudowana na wschód od klasztoru przed jaskinią Liuyuan. Miał 53 lata.

## Linia przekazu Dharmy zen
Pierwsza liczba oznacza liczbę pokoleń od Pierwszego Patriarchy chan w Indiach Mahakaśjapy.
Druga liczba oznacza liczbę pokoleń od Pierwszego Patriarchy chan w Chinach Bodhidharmy.
Trzecia liczba oznacza początek nowej linii przekazu w innym kraju.
- 38/11. Linji Yixuan (zm. 867) szkoła linji
- 39/12. Xinghua Cunjiang (830–888/925) *także Weifu
- 40/13. Nanyuan Huiyong (860–930) *także Baoying
- 41/14. Fengxue Yanzhao (896–973)
- 42/15. Shoushan Xingnian (926–993) *także Shengnian
- 43/16. Fenyang Shanzhao (947–1024) *także Fenzhou lub Fenxue
- 44/17. Ciming Chuyuan (987–1040) *także Shishuang i Nanyuan
  - 45/18. Huanglong Huinan (1002–1069) frakcja huanglong
  - 45/18. Yangqi Fanghui (992–1049) frakcja yangqi
    - 46/19. Baiyun Shouduan (1025–1079)
      - 47/20. Wuzu Fayan (1024–1104)
        - 48/21. Foyan Qingyuan
        - 48/21. Fojian Huiqin
        - 48/21. Yuanwu Keqin (1063–1135)
          - 49/22. Cunpu Chanren (bd)
          - 49/22. Xiangyun Tanyi (bd)
          - 49/22. Wuyong Jingquan (bd)
            - 50/23. Panshan Sizhuo (bd)

          - 49/22. Huguo Jingyuan (1094–1146)
            - 50/23. Xingshan Weiguan (1108–1179)

          - 49/22. Dahui Zonggao (1089–1163)
            - 50/23. Wuji Lepai
            - 50/23. Zishou Miaozong (1095–1170) mistrzyni chan
            - 50/23. Daoqian (bd)
            - 50/23. Zongyuan (bd)
            - 50/23. Zhuo’an Deguang (1121–1203) (także Fozhao)
              - 51/24. Wuji Liaopai (1149–1224)
                - 52/25. Xuechuang Zongyue (bd)

          - 49/22. Huqiu Shaolong (1077–1136)
            - 50/23. Ying’an Tanhua (1103–1163)
              - 51/24. Mi’an Xianjie (1118–1186)
                - 52/25. Songyuan Chongyue (1139–1209
                  - 53/26. Yun’an Puyan (1156–1226)
                    - 54/27. Xutang Zhiyu {1189–1269)
                      - 55/28/1. Nampo Jōmyō (1235–1309) Japonia. Szkoła rinzai.

                - 52/25. Po’an Zuxian (1136–1211)
                  - 53/26. Wuzhun Shifan (Yuanjiao) (1177–1249)
                    - 54/27. Wuxue Zuyuan (1226–1286) (także Foguang)
                      - 55/28/1. Kōhō Kennichi (1241–1316) Japonia.
                      - 55/28/1. Kian Soen (1261–1313) Japonia.
                      - 55/28/1. Muchaku (ur. 1243) Japonia. Mniszka
                      - 55/28/1. Hōjō Tokimune (1251–1284) Japonia.
                      - 55/28/1. Ichiō Inkō (1210–1281) Japonia

                    - 54/27. Wu’an Puning (1197–1276)
                      - 55/28/1. Hōjō Tokiyori (1227–1263) Japonia

                    - 54/27/1. Enni Bennen (1201–1280) Japonia
                    - 54/27. Wanji Xingmi (bd)
                      - 55/28. Yishan Yining (1217–1317)
                        - 56/29/1. Kokan Shiren (1278–1346) Japonia
                        - 56/29/1. Sesson Yūbai (1290–1346) Japonia

                    - 54/27. Xueyan Huilang (bd)
                      - 55/28. Gaofeng Yuanmiao (1238–1295)
                        - 56/29/1. Zhongfeng Mingben (1263–1323) Japonia
                          - 57/29. Tianru Weize (zm. 1354)
                          - 57/30/2. Kosen Ingen (1295–1374) Japonia

                      - 55/28. Qi’an Zongxin (bd)
                        - 56/29. Shiwu Qinggong (1272–1352)
                          - 57/30. T’aego Poŭ (1301–1382) Korea. Szkoła imje